# Никифор (Хотеев)
Епи́скоп Ники́фор (в миру Алексе́й Вале́рьевич Хоте́ев; 14 августа 1975, Легница, Польша) — епископ Русской православной церкви на покое, бывший епископ Отрадненский и Похвистневский.

## Биография
Родился 14 августа 1975 года в городе Легница в семье военнослужащего. Школьное обучение завершил в Ереване.
В 1990 году поступил, а в 1992-м окончил Минское суворовское военное училище. В том же году поступил в Воронежское высшее военное авиационное инженерное училище, которое окончил в 1996 году. Проходил службу в звании лейтенанта на должности помощника начальника штаба воинской части.
По благословению епископа Самарского и Сызранского Сергия (Полеткина) уволился в запас и с 1997 года вплоть до рукоположения проходил церковные послушания: референта правящего архиерея, пресс-секретаря Самарской епархии, старшего иподиакона, начальника епархиальной свечной мастерской, председателя приходского совета храма Георгия Победоносца города Самары, председателя приходского совета Покровского кафедрального собора Самары.
В 1999 года окончил Самарскую духовную семинарию. В 2004 году окончил Московскую духовную академию (МДА) по заочному сектору. Соискатель степени кандидата богословия по кафедре церковной истории МДА по теме «История Самарской епархии в XX веке с 1917 по 2000 год».
21 февраля 2007 года по благословению архиепископа Самарского и Сызранского Сергия в Воскресенском мужском монастыре Тольятти пострижен в мантию с наречением имени Никифор в честь мученика Никифора Антиохийского. Постриг совершил игумен Гермоген (Крицин). 24 февраля архиепископом Самарскими и Сызранским Сергием в Покровском кафедральном соборе Самары рукоположён в сан иеродиакона. 4 марта в храме святых апостолов Петра и Павла в Самаре рукоположён в сан иеромонаха. Нёс послушание в Иверском женском монастыре Самары.
5 октября 2007 года назначен благочинным Похвистневского округа Самарской епархии и настоятелем храма Табынской иконы Божией Матери города Похвистнево.
19 апреля 2009 года возведён в сан игумена.
В 2011 году защитил кандидатскую диссертацию «История Самарской епархии в XX веке (с 1917 по 2000 год)».
15 марта 2012 года решением Священного синода был избран епископом новооснованной Отрадненской епархии. 18 марта в кафедральном храме Христа Спасителя был возведён в достоинство архимандрита.
29 марта 2012 года в крестовом храме Владимирской иконы Божией Матери Патриаршей резиденции в Чистом переулке патриарх Московский и всея Руси Кирилл возглавил чин наречения архимандрита Никифора во епископа Отрадненского и Похвистневского.
1 апреля в храме святителя Николая Чудотворца в Кузнецкой слободе в Москве рукоположён во епископа Отрадненского и Похвистневского. Хиротонию возглавил патриарх Московский и всея Руси Кирилл в сослужении митрополитов Саранского и Мордовского Варсонофия (Судакова), Волоколамского Илариона (Алфеева), Волгоградского и Камышинского Германа (Тимофеева), Самарского и Сызранского Сергия (Полеткина), архиепископов Истринского Арсения (Епифанова), Верейского Евгения (Решетникова), епископов Солнечногорского Сергия (Чашина), Урюпинского и Новоаннинского Елисея (Фомкина).
С 11 по 25 июня 2012 года в общецерковной аспирантуре и докторантуре проходил курсы повышения квалификации для новопоставленных архиереев.
24 июля 2025 года решением Священного Синода РПЦ почислен на покой с местом пребывания в Иоанно-Предтеченском монастыре Астрахани под архипастырским наблюдением  митрополита Астраханского и Камызякского Никона (Фомина).

## Награды
- наперсный крест (в апреле 2007)
- палица (24 апреля 2011)